# Blake Shelton
Blake Tollison Shelton, född 18 juni 1976 i Ada, Oklahoma, är en amerikansk countrymusiker. Han debuterade 2001 med singeln Austin från det självbetitlade albumet Blake Shelton. Austin låg etta på Billboardlistan "Hot Country Songs" i fem veckor.
Shelton har haft sex singlar som legat etta på olika topplistor samt två album som belönats med guldskivor i USA.
Shelton gifte sig med Kaynette Gern år 2003. De skilde sig 2006. År 2011 gifte sig Shelton med Miranda Lambert. De skilde sig 2015. I juli 2021 gifte sig Shelton med Gwen Stefani.

## Diskografi
Studioalbum
- Blake Shelton (2001)
- The Dreamer (2003)
- Blake Shelton's Barn & Grill (2004)
- Pure BS (2007)
- Startin' Fires (2008)
- Red River Blue (2011)
- Cheers, It's Christmas (2012)
- Based on a True Story… (2013)
- Bringing back the sunshine (2014)

EPs
- Blake Shelton: Collector's Edition (2008)
- Hillbilly Bone (2010)
- All About Tonight (2010)

Singlar
- "Austin" / "Problems at Home" (2001)
- "Ol' Red" (2002)
- "The Baby" (2002)
- "Honey Bee" / "Delilah" (2011)

Samlingsalbum
- Blake Shelton - The Essentials (2009)
- Loaded: The Best Of Blake Shelton (2010)